# Erling Evensen
Erling Evensen (ur. 29 kwietnia 1914 w Mesnali, zm. 31 lipca 1998 w Ringsaker) – norweski biegacz narciarski, brązowy medalista olimpijski.

## Kariera
Igrzyska olimpijskie w Sankt Moritz w 1948 roku były pierwszymi i zarazem ostatnimi w jego karierze. Wspólnie z Olavem Økernem, Reidarem Nyborgiem i Olavem Hagenem wywalczył brązowy medal w sztafecie 4 × 10 km. Na tych samych igrzyskach zajął także 15. miejsce w biegu na 18 km techniką klasyczną
W 1939 roku wystartował na mistrzostwach świata w Zakopanem, gdzie wraz z kolegami z reprezentacji zajął czwarte miejsce w sztafecie.

## Osiągnięcia

### Igrzyska olimpijskie
| Miejsce | Dzień       | Rok  | Miejscowość  | Konkurencja             | Czas biegu | Strata     | Zwycięzca        |
| ------- | ----------- | ---- | ------------ | ----------------------- | ---------- | ---------- | ---------------- |
| 15.     | 31 stycznia | 1948 | Sankt Moritz | 18 km stylem klasycznym | 1:13:50 h  | +7:50 min  | Martin Lundström |
| 3.      | 3 lutego    | 1948 | Sankt Moritz | Sztafeta 4 × 10 km      | 2:32:08 h  | +12:25 min | Szwecja          |

### Mistrzostwa świata
| Miejsce | Dzień     | Rok  | Miejscowość | Konkurencja        | Czas biegu | Strata    | Zwycięzca |
| ------- | --------- | ---- | ----------- | ------------------ | ---------- | --------- | --------- |
| 4.      | 19 lutego | 1939 | Zakopane    | Sztafeta 4 × 10 km | 2:08:35 h  | +5:20 min | Finlandia |